# Resolució 1470 del Consell de Seguretat de les Nacions Unides
La Resolució 1470 del Consell de Seguretat de les Nacions Unides fou adoptada per unanimitat el 28 de març de 2003. Després de recordar totes les resolucions anteriors sobre la situació a Sierra Leone, el Consell va ampliar el mandat de la Missió de les Nacions Unides a Sierra Leone (UNAMSIL) durant sis mesos fins que 30 de setembre de 2003.

## Resolució

### Observacions
El Consell de Seguretat va expressar la seva preocupació per la contínua situació de seguretat fràgil a la regió del riu Mano, especialment la guerra civil a Libèria i les seves conseqüències en els estats veïns, inclosa Costa d'Ivori, i la situació humanitària. Reconeixia la situació a Sierra Leone i la necessitat d'enfortir la Policia de Sierra Leone per mantenir la seguretat i l'estabilitat. A més, era important que hi hagués autoritat governamental a tot el país, en particular els camps de diamants, la reintegració dels ex combatents, el respecte dels drets humans i l'estat de dret i el retorn dels refugiats i desplaçats interns. Es va destacar la importància del Tribunal Especial per a Sierra Leone i el suport de la UNAMSIL.

### Actes
En ampliar el mandat de la UNAMSIL per un període addicional de sis mesos, el Consell va agrair als països que contribuïen a la força i a la UNAMSIL per ajustar-se a la seva mida, composició i desplegament. Es va demanar que assumís la responsabilitat de la seguretat interna i externa del país, mentre que al secretari general Kofi Annan se li va demanar detallar els plans per a la seva retirada.
La resolució va expressar la seva preocupació per un dèficit en les donacions i va subratllar que el desenvolupament de les capacitats administratives del govern de Sierra Leone era fonamental per a la pau a llarg termini. A més, el govern havia fet esforços per assegurar un control eficaç de les zones de mineria de diamants a Sierra Leone i el desplegament de la policia civil de la UNAMSIL. El Consell va donar suport al Tribunal Especial per a Sierra Leone i l'impuls de la Comissió de la Veritat i la Reconciliació. Mentrestant, els presidents de la Unió del Riu Mano van ser convocats a reprendre el diàleg i els compromisos adreçats a enfortir la pau i seguretat regionals.
El Consell de Seguretat va observar la inestabilitat a la frontera entre Sierra Leone i Libèria i va exigir que les Forces Armades de Libèria o altres grups armats s'abstinguessin de les incursions a Sierra Leone. Es va demanar a tots els estats que observessin l'embargament d'armes contra Libèria i les restriccions relatives als diamants de sang. El secretari general hauria de revisar la situació a Sierra Leone i es demana al govern de Sierra Leone que presti atenció a les necessitats de dones i nens.